# Spencer Bachus
Pour les articles homonymes, voir Bachus.
Spencer Thomas Bachus III est un homme politique américain né le 28 décembre 1947 à Birmingham, dans l'Alabama. Il est membre du Parti républicain.
Il est élu au Sénat de l'Alabama en 1982, puis à la Chambre des représentants de cet État l'année suivante. En 1992, il est élu à la Chambre des représentants des États-Unis pour le 6e district de l'Alabama. Il est réélu en 1994, 1996, 1998, 2000, 2002, 2004, 2006, 2008, 2010 et 2012.